# Ricci Hohlt
Ricci Hohlt (eigentlich Ulrika Hohlt; * 1945 in Isenstedt) ist eine deutsche Schauspielerin und Sängerin.

## Leben
Hohlt wurde in Westfalen geboren. Sie absolvierte eine Schauspielausbildung an der Schauspielschule Herta Genzmer in Wiesbaden.
Sie hatte verschiedene Theaterengagements, unter anderem in Wiesbaden, Frankfurt am Main, Köln, Berlin und München. Sie spielte an der Komödie Berlin, am Theater am Kurfürstendamm und an der Komödie im Bayerischen Hof. Außerdem wirkte sie bei verschiedenen Tourneeproduktionen mit. Ihr Repertoire umfasste schwerpunktmäßig Boulevardstücke, Lustspiele und Salonkomödien. Sie spielte unter anderem die Lady Windermere in Oscar Wildes Gesellschaftskomödie Lady Windermeres Fächer und die Mylady de Winter in einer Bühnenfassung des Romans Die drei Musketiere.
1989 trat sie an der Komödie am Kurfürstendamm und in der Kleinen Komödie im Bayerischen Hof in dem Lustspiel So ein Schlawiner auf; ihre Partner waren Wolfgang Spier, Hannelore Cremer, Andrea Rau und Maria Sebaldt. Eine Aufführung in Berlin wurde auch für das Fernsehen aufgezeichnet. 2000 spielte sie beim Tourneetheater Thespiskarren gemeinsam mit Claus Biederstaedt in der Komödie Wer den Löwen weckt von Gunther Beth und Barbara Capell.
Hohlt spielte seit Ende der 1960er Jahre auch zahlreiche Rollen in Kinofilmen, Fernsehfilmen und Fernsehserien. Im Zuge der Sexfilmwelle der 1970er Jahre wirkte sie in dem Sexfilm Graf Porno und die liebesdurstigen Töchter (1969) von Alois Brummer und in dem Sexfilm Junge Mädchen mögen’s heiß, Hausfrauen noch heißer (1973) in freizügigen Rollen mit. 1970 spielte sie die Rolle der Elettra in dem italienischen Erotikfilm Intimità proibite di una giovane sposa, in dem sie unter der Regie von Oscar Brazzi an der Seite von Rossano Brazzi zu sehen war.
Sie hatte Episodenrollen und Gastrollen in den deutschen Fernsehserien SOKO 5113, Polizeiinspektion 1, Derrick, Der Alte und Siska. 1996 übernahm sie eine Gastrolle in der österreichischen Fernsehserie Schloßhotel Orth. 1982 trat sie in Kiel in der ARD-Fernsehshow Einer wird gewinnen als Darstellerin und Schauspielerin auf.
Neben ihrer Karriere als Schauspielerin war Hohlt auch als Schlagersängerin tätig. 1974 erschien bei Metronome ihre Single mit den Titeln Wer hat ihn gesehen und Frag' den Wind. 1975 nahm sie mit dem Titel Du bei der deutschen Vorausscheidung Ein Lied für Stockholm zum Grand Prix Eurovision de la Chanson teil.
Hohlt war auch als Sprecherin für Hörspiele und Hörbücher tätig. 1977 wirkte sie in einer Koproduktion des Bayerischen Rundfunks und des Süddeutschen Rundfunks in dem Hörspiel Der Tod der Gräfin oder Geheimnisse eines aristokratischen Haushalts von Guntram Vesper mit. 1988 war sie die Erzählerin in dem Hörspiel Pfeffer für Pistazien-Paule oder Die Extratour aus der Pizzabande-Hörspielreihe. Hörbücher nahm sie hauptsächlich in den Bereichen Lebenshilfe und Karriereplanung auf.
In den letzten Jahren trat Hohlt mehrfach bei Lesungen von Texten verschiedener Autoren auf, die in der Zeit des Nationalsozialismus verboten waren. Hohlt lebt in München.

## Filmografie (Auswahl)
- 1969: Graf Porno und die liebesdurstigen Töchter
- 1969: Sex-Business – Made in Pasing (Dokumentarfilm)
- 1970: Intimità proibite di una giovane sposa
- 1972: Der Hutmacher
- 1973: Junge Mädchen mögen’s heiß, Hausfrauen noch heißer
- 1974: Die Drehscheibe
- 1982: Einer wird gewinnen
- 1984: SOKO 5113
- 1987: Wer erschoß Boro?[9]
- 1987–1989; 1991: Derrick
- 1988: Polizeiinspektion 1
- 1989; 2001; 2005: Der Alte
- 1990: So ein Schlawiner (Theateraufzeichnung)
- 1993: Schwarz-Rot-Gold
- 1995: Unsere Schule ist die Beste
- 1996: Schloßhotel Orth
- 1997: Silvias Bauch[10]
- 2000: Siska
- 2019: Roland Rebers Todesrevue
- 2022: Dahoam is Dahoam